# 断代史
断代史是史書的一種體例，与通史相对，指只记载某一段時代历史的史书。
在中国古代大部分的史书都是断代史，斷代史史書被認為從班固的《漢書》開始，因漢書只記述西漢一朝約二百三十年的歷史，自漢太祖立國（漢高帝元年）起，至王莽篡漢統治中國（王莽地皇四年）為止。
斷代史是古時中國史家最常採用的體例，由於中國自有史以來均為君主專制，本朝人往往不敢直評本朝政治，忌諱甚多。而斷代史較合著者之心理，因前朝已亡，評述前朝政治，危疑較少，較易發揮。唐朝史家劉知幾最為推崇斷代史，認為斷代史「言皆精練，語甚該密，學者尋討，易為其功」。